# Darmstadt Hauptbahnhof
Darmstadt Hauptbahnhof – główny dworzec kolejowy w Darmstadt, w Hesji, w Niemczech. Dziennie obsługuje około 220 pociągów i 30 tys. pasażerów.